# Mrtovac
Mrtovac (ili Mrtvac) je nenaseljeni otočić u Kornatima, zapadno od otoka Levrnake, od kojeg ga dijeli oko 100 metara.
Njegova površina iznosi 0,052 km². Dužina obalne crte iznosi 1,48 km. Najviši vrh je visok 36 m/nm.